# 7233 Majella
7233 Majella (1986 EQ5) là một tiểu hành tinh vành đai chính được phát hiện ngày 7 tháng 3 năm 1986 bởi G. De Sanctis ở Đài thiên văn Nam Âu.